# Рожер II
Рожер II (22 грудня 1095 — 26 лютого 1154) — граф Сицилійський і король Сицилійського королівства з нормандської династії Отвілів.

## Біографія

### Молоді роки
Походив з норманської династії Отвілів. Син Рожера I, графа Сицилії, та Аделаїди дель Васто з родини савоньких Алерамічі. Народився у місті Мілето, що тоді було столицею Сицилійського графства. Після смерті батька у 1101 році регенткою при малолітніх синах — старшому Симоні та молодшому Рожері — стала їхня мати. Після смерті Симона у 1105 році Рожер стає графом Сицилії, проте Аделаїда дель Васто залишається регенткою. Двір переселяється до Палермо. Тут Рожер знайомиться з античною культурою, римським правом, вивчає грецьку, арабську мови, латину. Регентство матері триває до 1112 року.

### Розширення володінь

Південь Італії та Сицилія у 1112 році

З початку свого самостійного правління Рожер продовжував політику свого батька зі зміцнення графської влади на острові. Посилюється економічна та військова міць графа Рожера II. Все це було необхідно йому, щоб розпочати дії із поширення своєї влади на південну Італію. Тут його родич — Вільгельм II, герцог Апулії та Калабрії, — зіткнувся зі спротивом знаті. у 1121 році Рожер II вирішив втрутитися у цю ситуацію. Зрештою при посередництві папи римського Калікста II було укладено угоду, згідно з якою Вільгельм II зрікався низки володінь у Сицилії та у частині герцогства Апулії і Калабрії. Після цього успіху Рожер II продовжив втручання у справи герцогства Калабрії та Апулії. У 1122 році в обмін на грошову допомогу Вільгельм II спочатку віддав Рожеру території герцогства у заставу, а згодом повністю продав права на це герцогство, а також Тарантське князівство, Гаетанське герцогство, частину Неаполітанського герцогства та території в Амбруццо. У 1125 році Рожер II змусив свого родича визнати себе спадкоємцем.
У 1127 році, по смерті Вільгельма II, Рожер II висадився в Італії і зайняв Амальфі та Салерно, столицю Апулії. Втім Рожеру довелося надати місцевим баронам значні земельні володіння в обмін на свою підтримку. Після цього наприкінці того ж року Рожер II повернувся до Сицилії. Тут виявилося, що своїми спадкоємцями Вільгельм II також визнав князя Антіохії Боемунда II Тарантського та Папу Римського Гонорія II. Останній бажав приєднати Апулію до володінь Папської держави і оголосив хрестовий похід проти Рожера. Похід очолили князь Капуанський Роберт II Дренго та його полководець Райнульф Аліфейський. Рожер II знову висадився в Італії у 1128 році, згодом при Брадано змусив своїх ворогів відступити. У серпні у м.Беневенто розпочалися перемовини поміж папою римським Гонорієм II та Рожером II. 22 числа було укладено угоду, згідно з якою папа визнавав Рожера герцогом Апулії і Калабрії, а той визнав себе васалом папського престолу. При цьому Капуанське князівство визнавалося самостійним. У вересні у 1129 році у Мельфі зібрав збори знаті, де було встановлено «герцогський мир» (заборонялися війни між феодалами), а барони принесли васальну присягу Рожерові II.

### Король
Ситуація змінилася у 1130 році після смерті папи Гонорія II. Було вибрано двох пап римських — Інокентія II при підтримці клану Франджипані та Анаклета II при підтримці магнатів П'єрлеоне. Останній захопив владу у Римі, а Іннокентій II втік до Франції. Проте його підтримало більшість володарів Європи. Рожер II вирішив скористатися цією ситуацією для посилення свого становища на півдні Італії. Він запропонував Анаклету II допомогу в обмін на королівський титул. 25 грудня 1130 року у Палермо відбулася коронація Рожера, який тепер став королем Сицилійським. Водночас васальна залежність від Папи Римського зберігалася.
Такими діями були невдоволенні прибічники папи Іннокентія II — король Франції Людовик VI, король Англії Генріх I та імператор Священної Римської імперії Лотар II. У 1131 році почалося повстання в Італії на чолі із Грімоальдом, графом Барі, Танкредом, володарем Конверсано, Рикардо, графом Авеліно. Втім Рожер II швидко приборкав цей заколот, покаравши його очільників. Після цього повернувся до Сицилії.
У травні 1132 році почалося нове повстання на чолі із князем Капуанським Робертом II та Райнульфом Аліфейським. Рожеру II знову довелося повертатися на південь Італії. Вирішальна битва відбулася 22 липня 1132 року біля Ночери, в якій війська короля Сицилії зазнали нищівної поразки. В результаті Рожер II втратив свої володіння в Італії, зберігши лише Сицилію. За цим до Італії вдерся імператор Лотар II, який відновив владу папи Інокентія II у Римі, де сам згодом коронувався 4 червня 1133 року як імператор. Втім незабаром Лотар II залишив Рим, повернувшись до Німеччини. За ним втік до Пізи й Іннокентій II. Анаклет II знову захопив Рим. Скориставшись цим, Рожер II атакував своїх ворогів в Апулії та Калабрії. Зрештою у червні—липні 1134 року здобув перемогу, захопивши Капую. Райнульф, граф Аліфе, та Сергій VII, герцог Неаполя, знову визнали себе васалами Рожера II.
Але у 1135 році вибухнуло нове повстання баронів. До Неаполя з військом підійшов Роберт II, колишній володар Капуї, до нього приєдналися Сергій VII, герцог Неаполя, Райнульф, граф Аліфе. Вони намагалися захопити Капую, проте марно. Зрештою Рожер II взяв в облогу Неаполь. Становище бунтівників виявилося безнадійним. Тоді вони закликали про допомогу імператора Лотара II. У 1137 році він досяг Італії. Під час походу імператор захопив Беневенто, Барі, зняв облогу з Неаполя, оволодів Капуєю, Мельфі. 4 липня 1137 року у місті Мельфі папа римський Іннокентій II оголосив Райнульфа Аліфейського, новим герцогом Апулії. Після цього Лотар II повернувся додому. Це дало змогу Рожеру II розпочати нову військову кампанію. Він швидко захопив Капую, змусив знову визнати себе васалом герцога Неаполя Сергія VII.
30 квітня 1137 року в Битві біля Риньяно зазнав важкої поразки від повсталих нормандських баронів на чолі із Райнульфом. У цій битві загинув герцог Неаполю Сергій VII, що бився на стороні Рожера. З огляду на те, що він не мав спадкоємців, Рожер II приєднав Неаполітанське герцогство до своїх володінь. Після смерті антипапи Анаклета II, Рожер II визнав Іннокентія II папою римським. Проте останній не погодився зі станом речей, започаткованих коронацією у 1130 році й наклав анафему (8 липня) на Рожера II та його синів. Втім, у 1139 році помер Райнульф Аліфейський, останній могутній прибічник папи римського. Його володіння також були приєднанні до сицилійської корони.
Разом з тим Іннокентій II вирішив продовжувати війну. 22 липня 1139 року при Галучо відбулася вирішальна битва. Тут папські війська потрапили у засідку й були розбиті. Самого Іннокентія II захоплено у полон. Папа римський був змушений 25 липня того ж року визнати Рожера II королем Апулії та Сицилії. Після цього Рожер придушив останній спротив баронів.

### Внутрішні реформи
Після приборкання баронів Рожер II спрямував зусилля на зміцнення королівської влади. Для цього він з одного боку перешкоджав передачі феодів у спадок без згоди короля, з іншого — надав рівні права мусульманській та візантійській громадам. Водночас було утворено королівську курію, куди будь-хто міг подати скаргу або позов. Запроваджені юстиціарії, які пересувалися по країні для вирішення судових справ.
Для остаточного закріплення влади короля, встановлення переваг його наказів, була розроблена збірка законодавства — Аріанські асизи, що були оприлюднені у липні 1140 року у м.Аріано. В них багато уваги приділялося державній зраді, ці асизи фактично започаткували встановлення централізованої влади короля.

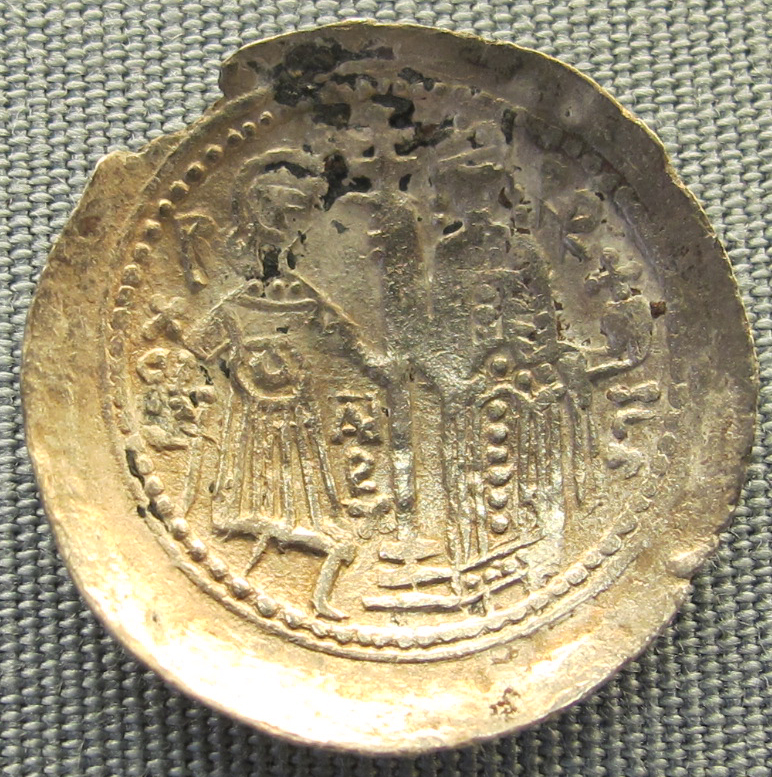
Дукат Рожера II

У 1140 році було складено збірку усіх феодальних володінь королівства — «Catalogus baronum». Разом з тим впроваджувалася єдина валюта — срібний «дукале».
Для розвитку своєї держави запрошував визначних та обізнаних людей свого часу — географа Мухаммада аль-Ідрісі з Кордовського халіфату, історика Ніла Доксопатриса, візантійця Георгія Антиохійського, який очолив сицилійський флот.
у 1144 році остаточно вдалося залагодити конфлікт з Папським престолом.

### Нові завоювання
Зі зміцнення правовим та економічних позицій Рожер II багато зробив для посилення Сицилійського королівства як морської держави. Було створено могутній флот, який на чолі з Георгієм Антіохійським, видатним адміралом грецького походження, здійснив низку рейдів уздовж узбережжя сучасних Тунісу, Лівії та Алжиру у 1135–1153 роках. Було захоплено міста Триполі 1146 році, Габес у 1147 році, а також Махдія, Сус і Сфакс у 1148 році. Зрештою Рожер II встановив своє панування на значні частині Іфрикії, які разом іноді називають норманським Королівством Африка.

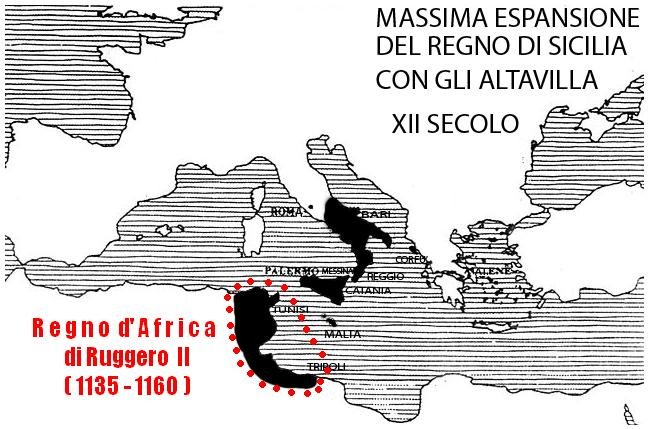
Володіння Рожера II на час його смерті

Під час цих походів у Рожера II виник конфлікт з королем Конрадом III та імператором Мануїлом I. у 1147–1148 роках тривали сутички Рожера із німцями та візантійцями. Володареві Сицилії вдалося захопити о. Корфу, сплюндрувати Афіни, Фіви, Коринф. Втім у 1149 році Візантія за допомогою Венеції відвоювала Корфу. У відповідь сицилійський флот здійснив вдалий рейд до Гелеспонту.
Намагаючись здобути прихильність папства, у 1149 році Рожер II допоміг папі римському Євгенію III повалити республіканський уряд Арнольда Брешіанського у Римі. Проте у 1152 році виникла нова антисицилійська коаліція у складі короля Конрада III, імператора Мануїла I, папи римського Євгенія III, Венеції. Втім незабаром вона розпалась внаслідок наглої смерті Конрада III.
У 1151 році Рожер II коронував свого сина Вільгельма у Палерно, де сам помер 26 лютого 1154 року.

## Родина
1 Дружина — Ельвіра (1100—1135), донька Альфонсо VI, короля Кастилії
Діти:
- Рожер (1118—1148) — герцог Апулійський
- Танкред (1120—1138) — князь Барі
- Альфонс (1122—1144) — князь Капуанський, герцог Неаполітанський
- Аделаїда (1126—1184) — графиня Лорето
- Вільгельм (1131—1166) — король Сицилії у 1154—1166 роках
- Генріх (1133—1145) — князь Тарантcький
- Клеменція (?) — померла у дитинстві

2 Дружина — Сибіла (1126—1151), донька Гуго II, герцога Бургундії
Померла при пологах
3 Дружина — Беатріс (1135—1185), донька Ет'єна, графа Ретеля
Діти:
- Констанція (1154—1198), дружина імператора Генріха VI